# От Джъстин до Кели
„От Джъстин до Кели“ (на английски: From Justin to Kelly) е американски романтичен мюзикъл от 2003 г. на режисьора Робърт Искоув, по сценарий на Ким Фулър. Във филма участват певците Кели Кларксън и Джъстин Гуарини.